# Caucasopisthes procurvus
Genre
Espèce
Synonymes
- Dactylopisthes procurvus Tanasevitch, 1987

Caucasopisthes procurvus, unique représentant du genre Caucasopisthes, est une espèce d'araignées aranéomorphes de la famille des Linyphiidae.

## Distribution
Cette espèce se rencontre en Géorgie et en Russie dans le kraï de Krasnodar,.

## Description
Le mâle holotype mesure 1,78 mm et la femelle paratype 1,90 mm.

## Publication originale
- Tanasevitch, 1987 : The linyphiid spiders of the Caucasus, USSR (Arachnida: Araneae: Linyphiidae). Senckenbergiana biologica, vol. 67, p. 297-383.
- Tanasevitch, 1990 : The spider family Linyphiidae in the fauna of the Caucasus (Arachnida, Aranei). Fauna nazemnykh bespozvonochnykh Kavkaza. Moscow, Akaedemia Nauk, p. 5-114.